# 虚拟婆罗多
《虚拟婆罗多》（英語：Virtual Bharat）是印度的纪实短片系列，由巴拉特巴拉执导，2019年8月15日于YouTube首播。该短片系列预计共1,000集，讲述印度的文化、艺术、建筑、人物等，每集不超过10分钟。
巴拉特巴拉称，《虚拟婆罗多》受到了电影制片人戴维·利恩以及大卫·林奇的启发。该系列的第一集是《Thaalam》，讲述的是喀拉拉邦的划船赛事；而第二集则讲述奥里萨邦的桑巴尔普里语诗人哈尔达尔·纳格。